# Hexatoma (Eriocera) rudra
Hexatoma (Eriocera) rudra is een tweevleugelige uit de familie steltmuggen (Limoniidae). De soort komt voor in het Oriëntaals gebied.